# 第一次西貢條約
《西貢條約》（法語：Traité de Saïgon），又稱《壬戌和約》（越南语：／）、《第一次西贡条约》或《法国、西班牙和安南和平友好条约》，指的是西元1862年由大南國阮朝政府與法蘭西第二帝國、西班牙王國之間簽訂的不平等條約。
西元1858年，由於二名西班牙傳教士被大南帝國阮朝政府處決，法國與西班牙聯合出兵以「懲戒」大南。法西聯軍一度佔領峴港，後轉而攻取南圻。大南軍在南圻的戰敗使時任大南皇帝阮福時（嗣德帝）非常沮喪。西元1862年，阮福時派遣潘清简、林维浃兩位前往法、西聯軍佔領的西貢談判。6月5日，與法國指揮官路易·阿道夫·波那少將（Louis Adolphe Bonard）、西班牙指揮官卡洛斯·帕兰卡（Carlos Palanca，即“坡陵歌”）在西貢達成一致意見。翌年4月14日，在順化正式簽訂和約。這也是越南近代史第一個與歐洲國家正式兌現的不平等條約。

## 內容
條約共12條，其中包括：
- 大南割讓嘉定、邊和、定祥三省及崑崙島給法國。
- 天主教傳教自由。
- 開放土倫港、廣安港（位於今廣寧省）和巴喇港（在紅河入海口）為通商口岸。
- 湄公河自由通行。
- 大南於十年內向法國、西班牙賠款共計四百萬圓。